# Pierre Lees-Melou
Pour les articles homonymes, voir Lees et Melou.
Pierre Lees-Melou, né le 25 mai 1993 à Langon, est un footballeur français. Il évolue actuellement au poste de milieu défensif au Stade brestois 29.

## Biographie

### Débuts amateurs

#### En équipes de jeunes
Pierre Lees-Melou commence le football à l'âge de cinq ans dans le club de sa ville à Saint-Pierre-de-Mons où évolue son père en division district. Il effectue un essai concluant avec les Girondins de Bordeaux et rejoint le club après sa deuxième année de benjamins. Il y reste six années, mais n'est pas conservé au Haillan en raison de sa petite taille et de son physique frêle. Lees-Melou ne s'est pourtant jamais fixé l'ambition de signer professionnel.

#### En senior
Il rejoint alors le Langon FC, où il joue en moins de 19 ans, en intégrant plusieurs fois le groupe seniors. Le club redescendu en DH, il s'engage avec une autre équipe de la même division, le FCE Mérignac-Arlac, où il a beaucoup de temps de jeu. Après seulement six mois et plusieurs tractations pour qu'il puisse avoir un emploi dans son nouveau club, il rejoint l'US Lège-Cap-Ferret. Il remporte avec son nouveau club un premier titre, celui de champion de DH, puis un second avec la Coupe d'Aquitaine, en 2013. Il s'occupe dans le même temps de la garderie d'une école au Cap-Ferret. Il est alors salarié et gagne le SMIC en parallèle de sa carrière de footballeur. Sa seconde saison est aboutie : après une première partie de saison remarquable avec neuf buts en douze matchs de championnat, Lees-Melou fait un premier essai d'une semaine avec le Dijon FCO. C'est son entraîneur Nicolas Sahnoun, ancien joueur du club dijonnais qui lui a permis de réaliser ce test. La deuxième partie de saison est du même calibre pour Lees-Melou, qui remporte avec son équipe une deuxième Coupe d'Aquitaine, après avoir échoué pour la montée en CFA. Entre-temps, Pierre Lees-Melou a rejoint une deuxième fois la Bourgogne pour effectuer une deuxième semaine d'essai. Il conclut la saison 2014-2015 avec dix-neuf buts, six passes décisives et le titre de meilleur joueur de CFA 2. Le joueur attribue une partie de ses performances à ses entraîneurs : « Alexandre Torres apporte sa science et ses diplômes et Nicolas Sahnoun son expérience du haut niveau ».

### Le professionnalisme

#### Dijon Football Côte-d'Or (2015-2017)
Il s'engage le 28 mai 2015 pour deux années avec le Dijon Football Côte-d'Or, en Ligue 2,. Lors de son deuxième match professionnel, il se blesse au pied pour une durée de trois mois. Il signe son retour en novembre par trois buts et trois passes décisives en Coupe de France mais attend le mois d'avril pour marquer en championnat, à Clermont,. Lees-Melou inscrit un second but quelques jours plus tard, contre le Paris FC. Pour sa première saison professionnelle, il joue seize matchs de championnat et marque deux buts. Surprenant le staff lors de sa première année, il prolonge son contrat de deux saisons lors de l'été 2016 pour se lier avec le DFCO jusqu'en 2019.
Il se fait remarquer pour la première fois en Ligue 1 en marquant un but d'une frappe enroulée contre l'Olympique lyonnais.

#### OGC Nice (2017-2021)
En juin 2017, il est transféré à l'OGC Nice. Il y signe un contrat jusqu'en 2021.

#### Norwich City (2021-2022)
En juillet 2021, il s'engage à Norwich City en Premier League. Il signe un contrat de 3 ans jusqu'en 2024. En Angleterre, son entraîneur Dean Smith vante sa polyvalence et sa capacité à occuper tous les postes du milieu de terrain, en six, huit ou dix. Il y évolue ainsi régulièrement au poste de milieu défensif. Il clôt sa saison en Premier League avec 33 apparitions, dont 27 titularisations, un but inscrit et une passe décisive délivrée. Au terme de celle-ci, le club termine 20e et est relégué en deuxième division.

#### Stade brestois (depuis 2022)
Il s'engage en faveur du Stade brestois le 23 juillet 2022, y paraphant un contrat de trois ans, plus une année en option.
Il marque son premier but face à l'OM à la 2eme journée d'une reprise de volée avec son nouveau club. Avec un nouvel entraîneur il devient capitaine.
En novembre 2023, le Stade brestois annonce l'extension de son contrat jusqu'en juin 2027.
Réalisant un excellente saison 2023-2024 avec le Stade brestois, et étant reconnu parmi les meilleurs joueurs du championnat, il est élu joueur du mois en février 2024. Éric Roy, son entraîneur, invite le sélectionneur de l'équipe de France, Didier Deschamps à sélectionner le joueur au mois de mars mais Lees-Melou déclare ne «pas y penser. Pour être honnête, je n'en ai même jamais rêvé. Parce que la marche est trop haute. ».

## Statistiques
| Saison                | Club                  | Championnat           | Championnat | Championnat | Championnat | Coupe nationale | Coupe nationale | Coupe nationale | Coupe de la Ligue | Coupe de la Ligue | Coupe de la Ligue | Compétition(s) continentale(s) | Compétition(s) continentale(s) | Compétition(s) continentale(s) | Compétition(s) continentale(s) | Total | Total | Total |
| Saison                | Club                  | Division              | M.          | B.          | P.d.        | M.              | B.              | P.d.            | M.                | B.                | P.d.              | Comp.                          | M.                             | B.                             | P.d.                           | M.    | B.    | P.d.  |
| 2015-2016             | Dijon FCO             | Ligue 2               | 16          | 2           | 1           | 2               | 3               | 3               | 1                 | 0                 | 0                 | -                              | -                              | -                              | -                              | 19    | 5     | 4     |
| 2016-2017             | Dijon FCO             | Ligue 1               | 32          | 7           | 3           | 1               | 0               | 0               | 1                 | 0                 | 0                 | -                              | -                              | -                              | -                              | 34    | 7     | 3     |
| Sous-total            | Sous-total            | Sous-total            | 48          | 9           | 4           | 3               | 3               | 3               | 2                 | 0                 | 0                 | -                              | 0                              | 0                              | 0                              | 53    | 12    | 7     |
| 2017-2018             | OGC Nice              | Ligue 1               | 34          | 5           | 6           | 0               | 0               | 0               | 2                 | 0                 | 0                 | C1+C3                          | 4+7                            | 0+0                            | 0+1                            | 47    | 5     | 7     |
| 2018-2019             | OGC Nice              | Ligue 1               | 30          | 2           | 1           | -               | -               | -               | 1                 | 0                 | 0                 | -                              | -                              | -                              | -                              | 31    | 2     | 1     |
| 2019-2020             | OGC Nice              | Ligue 1               | 26          | 5           | 6           | 2               | 0               | 0               | 1                 | 0                 | 0                 | -                              | -                              | -                              | -                              | 29    | 5     | 6     |
| 2020-2021             | OGC Nice              | Ligue 1               | 29          | 4           | 2           | 2               | 1               | -               | -                 | -                 | -                 | C3                             | 2                              | 0                              | 0                              | 33    | 5     | 2     |
| Sous-total            | Sous-total            | Sous-total            | 119         | 16          | 13          | 4               | 1               | 0               | 4                 | 0                 | 0                 | -                              | 13                             | 0                              | 1                              | 140   | 17    | 14    |
| 2021-2022             | Norwich City          | Premier League        | 33          | 1           | 1           | 3               | 0               | 0               | 1                 | 0                 | -                 | -                              | -                              | -                              | -                              | 37    | 1     | 1     |
| 2022-2023             | Stade brestois 29     | Ligue 1               | 32          | 5           | 5           | 2               | 1               | 0               | -                 | -                 | -                 | -                              | -                              | -                              | -                              | 34    | 6     | 5     |
| 2023-2024             | Stade brestois 29     | Ligue 1               | 29          | 4           | 0           | 2               | 0               | 0               | -                 | -                 | -                 | -                              | -                              | -                              | -                              | 31    | 4     | 0     |
| 2024-2025             | Stade brestois 29     | Ligue 1               | 20          | 2           | 0           | 3               | 0               | 0               | -                 | -                 | -                 | C1                             | 5                              | 1                              | 0                              | 28    | 3     | 0     |
| 2025-2026             | Stade brestois 29     | Ligue 1               | 1           | 0           | 0           | -               | -               | -               | -                 | -                 | -                 | -                              | -                              | -                              | -                              | 1     | 0     | 0     |
| Sous-total            | Sous-total            | Sous-total            | 82          | 11          | 5           | 7               | 1               | 0               | 0                 | 0                 | 0                 | -                              | 5                              | 1                              | 0                              | 94    | 13    | 5     |
| Total sur la carrière | Total sur la carrière | Total sur la carrière | 282         | 36          | 23          | 17              | 5               | 3               | 7                 | 0                 | 0                 | -                              | 18                             | 1                              | 1                              | 324   | 42    | 27    |

## Palmarès

### Collectif

#### US Lège-Cap Ferret
- Coupe d'Aquitaine en 2013 et en 2015[29],[30]
- DH Aquitaine en 2013[31].

- Nommé meilleur joueur du groupe H de CFA 2 en 2015[32].

#### Stade brestois 29
- En décembre 2023, il fait partie de l’«équipe type de mi-saison» du journal L’Équipe, en étant considéré comme le meilleur joueur tous postes confondus[33].
- Trophée du joueur du mois UNFP de Ligue 1 en février 2024[26].
- Nommé dans l'équipe type du championnat de France aux Trophées UNFP du football 2024[34]